# Ольга (река, впадает в Японское море)
О́льга — горная река в Ольгинском районе Приморского края России. Длина реки — 16 км.

## Гидрография
Берёт начало в распадке между сопками Лысая и Голая (высота 556 м) на водоразделе между посёлком Тимофеевка и районным центром посёлком Ольга. В верховьях — типичная горная река, у пос. Ольга становится равнинной, образуя неширокую частично заболоченную долину.
Основной правый приток — река Ви́кторовка, слева впадают только малые ручьи.
Впадает в бухту Ольга залива Ольги Японского моря.
Река Ольга замерзает в ноябре, вскрывается в апреле. В летнее время часты паводки, вызываемые в основном интенсивными дождями.
От Японского моря реку отделяет невысокий горный хребет, направление течения на юго-запад, параллельно береговой черте (левый берег) и автодороге Тимофеевка — Ольга (правый берег).

## Ихтиофауна
Видовое разнообразие рыб, обитающих в реке невелико, это гольян, краснопёрка-угай, летом в небольшом количестве заходит на нерест сима.

## Хозяйственное использование
До 1980-х годов райцентр Ольга был связан авиасообщением с Владивостоком, в посёлке возле метеостанции находился аэродром местных воздушных линий.
В долине реки местные жители пасут домашний скот, заготавливают корма, в реке гуляет домашняя водоплавающая птица. Крайние жилые дома посёлка расположены на расстоянии 100—200 метров от правого берега.
До 2000-х годов вблизи устья находился пешеходный висячий мост, снесён паводком.
На левом (западном) берегу залива Ольги расположены причальные сооружения (в основном силовых структур), грузовые автомобили переправляются через реку вброд.
Вблизи устья находятся поселковые очистные сооружения.

## Галерея

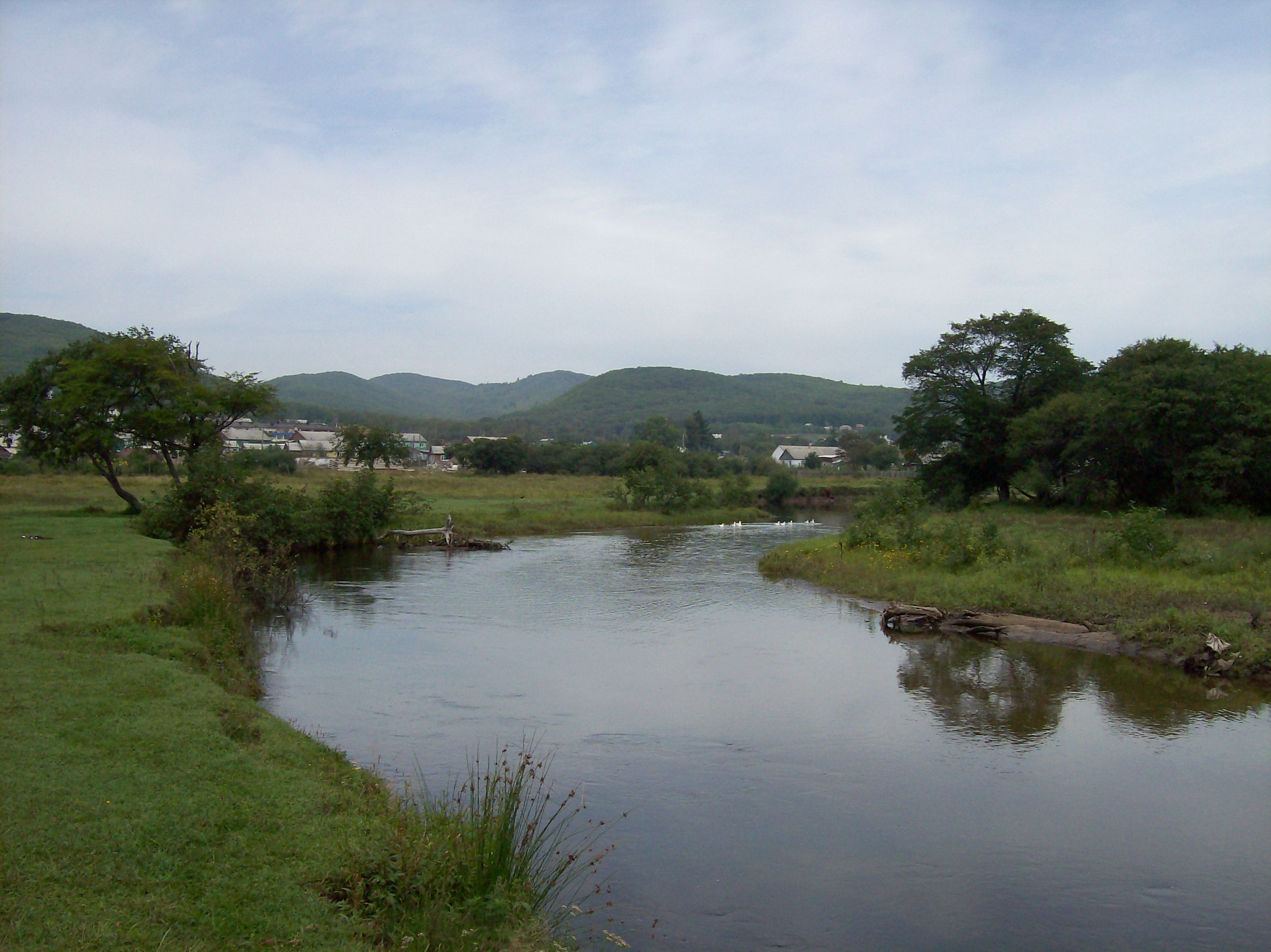
Река Ольга, в отдалении — дома посёлка Ольга
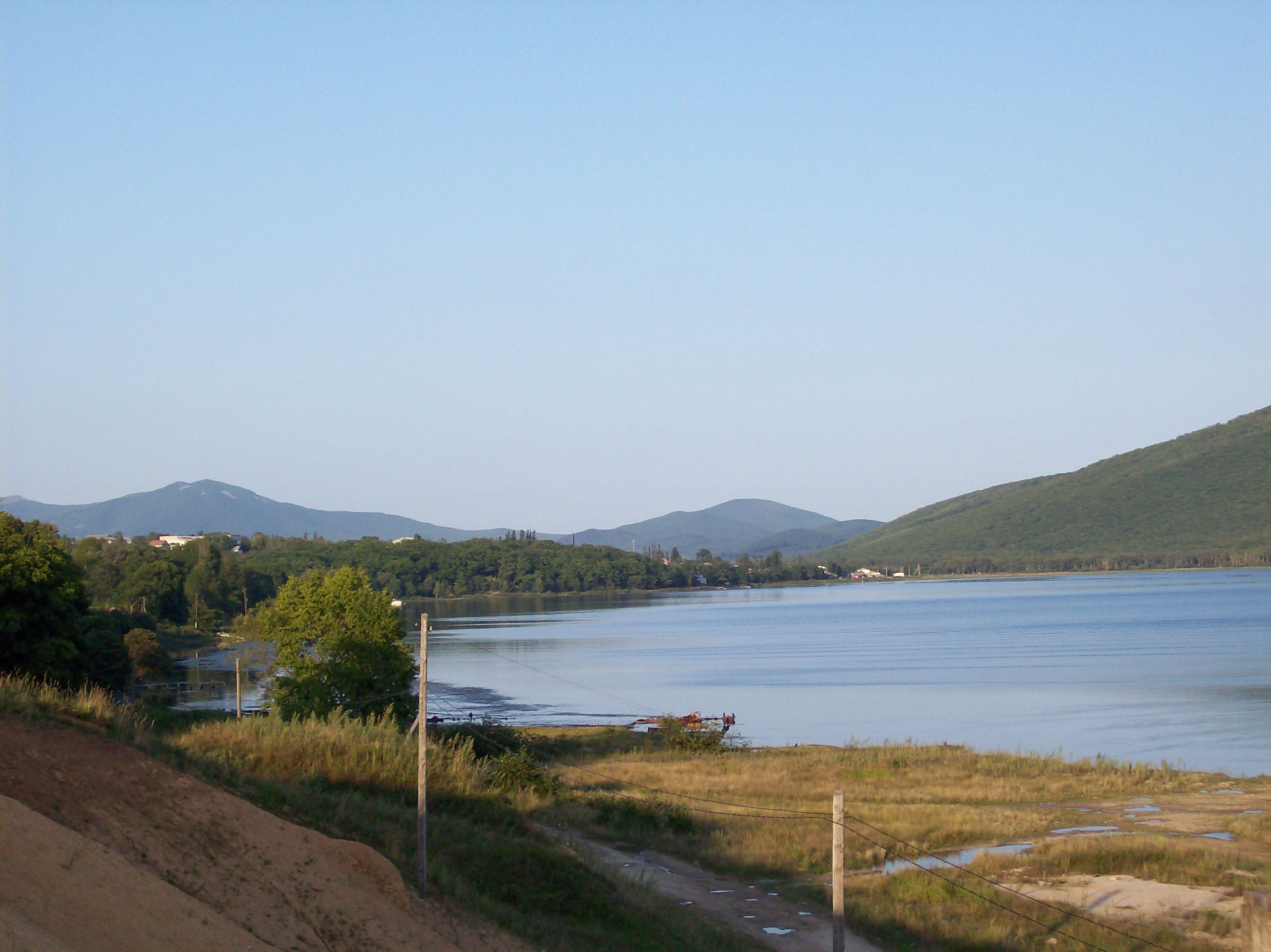
Бухта Ольга, справа — устье реки Ольга
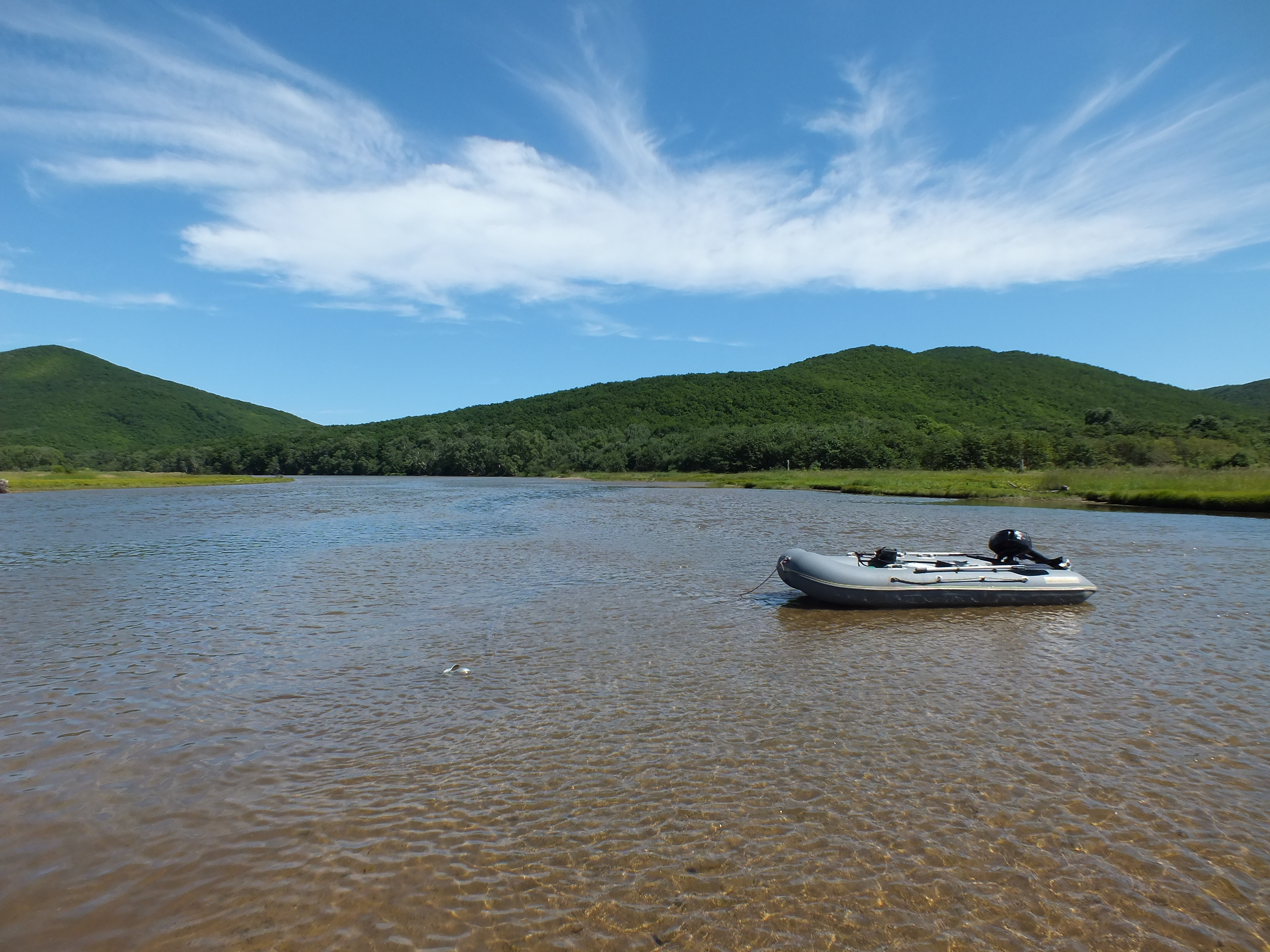
Устье реки Ольга